# Andrea López
Andrea López (ur. 7 grudnia 1977 w Cali) – kolumbijska aktorka.
Znana głównie ze swoich ról w telenowelach. W Polsce znana z seriali: Dziedzictwo Luny (2004), Zorro (2007) oraz Pustynna miłość (2010)

## Telenowele
- Te tengó Maestro (2013)...Federica (privato filmo de Samantha Isabel)
- El Clon Pustynna miłość (2010).... Marisa Antonelli
- El Fantasma del Gran Hotel (2009).... Julieta Esquivel
- Victoria (2007–2008).... Tatiana López
- Zorro: La Espada y la Rosa Zorro (2007).... Mariángel Sánchez de Moncada
- La ex (2006) '
- Amores Cruzados (2006).... Déborah Smith
- La saga, negocio de familia (2005).... Alexa
- Luna, la heredera Dziedzictwo Luny (2004).... Paloma
- Amantes del desierto (2001).... Camila
- Traga maluca (2000)
- La madre (1998).... Cecilia Suárez Caicedo
- Castillo de naipes (1998)
- Prisioneros del amor (1997).... Camila Falcón
- La sombra del deseo (1996)
- Soledad (1995)